# Terremoto del Guangdong del 1605
Il terremoto del Guangdong (in cinese: 瓊山地震) fu un terremoto verificatosi il 13 luglio del 1605 (il 33º anno di regno dell'imperatore Wanli e il 28 maggio secondo il calendario lunare cinese) che colpì Hainan e la confinante provincia del Guangdong in Cina con una magnitudo stimata di 7,5 e con un'intensità percepita massima di X (Estrema) sulla scala Mercalli. Causò gravi danni, compreso la distruzione di vaste aree di terreni agricoli e di molti villaggi. Diverse migliaia di persone morirono. Secondo i documenti cinesi dell'evento, durante il regno dell'imperatore Wanli ci fu un fragore, l'ufficio pubblico crollò insieme alle case, e nella contea morirono migliaia di persone.